# Matej Rojc
Matej Rojc (Capodistria, 17 febbraio 1993) è un cestista sloveno.

## Palmarès
- Campionato sloveno: 3

Krka Novo mesto: 2011-12, 2012-13, 2013-14
- Coppa di Slovenia: 3

Krka Novo mesto: 2014, 2015, 2016
- EuroChallenge: 1

Krka Novo mesto: 2010-11